# Zeugiteae
Zeugiteae Sánchez-Ken & L.G. Clark, 2010 è una tribù di piante angiosperme monocotiledoni appartenente alla famiglia delle Poacee (o Gramineae, nom. cons.), sottofamiglia Panicoideae.

## Etimologia
Il nome della tribù deriva dal suo genere tipo Zeugites P. Browne , 1756 ed è stato usato nella Grecia antica per una canna non identificata.
Il nome scientifico della tribù è stato definito dai botanici J. Gabriel Sánchez-Ken e Lynn G. Clark nella pubblicazione "Phylogeny and new tribal classification of the Panicoideae s.l. (Poaceae)" del 2010.

## Descrizione

### Portamento

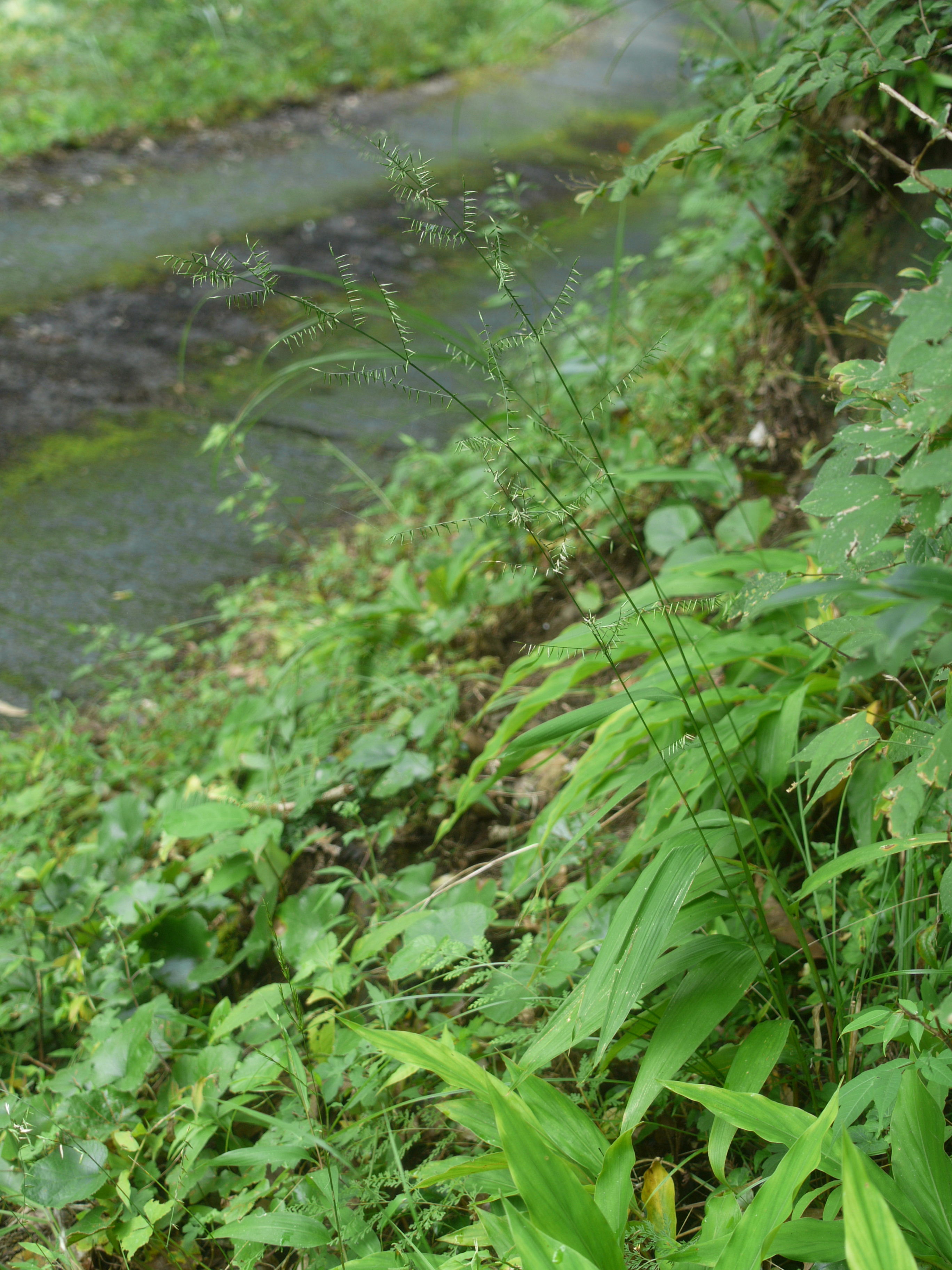
Il portamento
Lophatherum gracile

Il portamento delle specie di questo gruppo è cespitoso o rampicante (simili a canne) con rizomi o stoloni e cicli biologici perenni. I culmi sono vuoti ma solidi e talvolta privo di rami laterali. Il ciclo fotosintetico di queste piante è del tipo C3. Sono presenti piante poligame o monoiche. Altezza massima 1 - 2 metri.

### Foglie

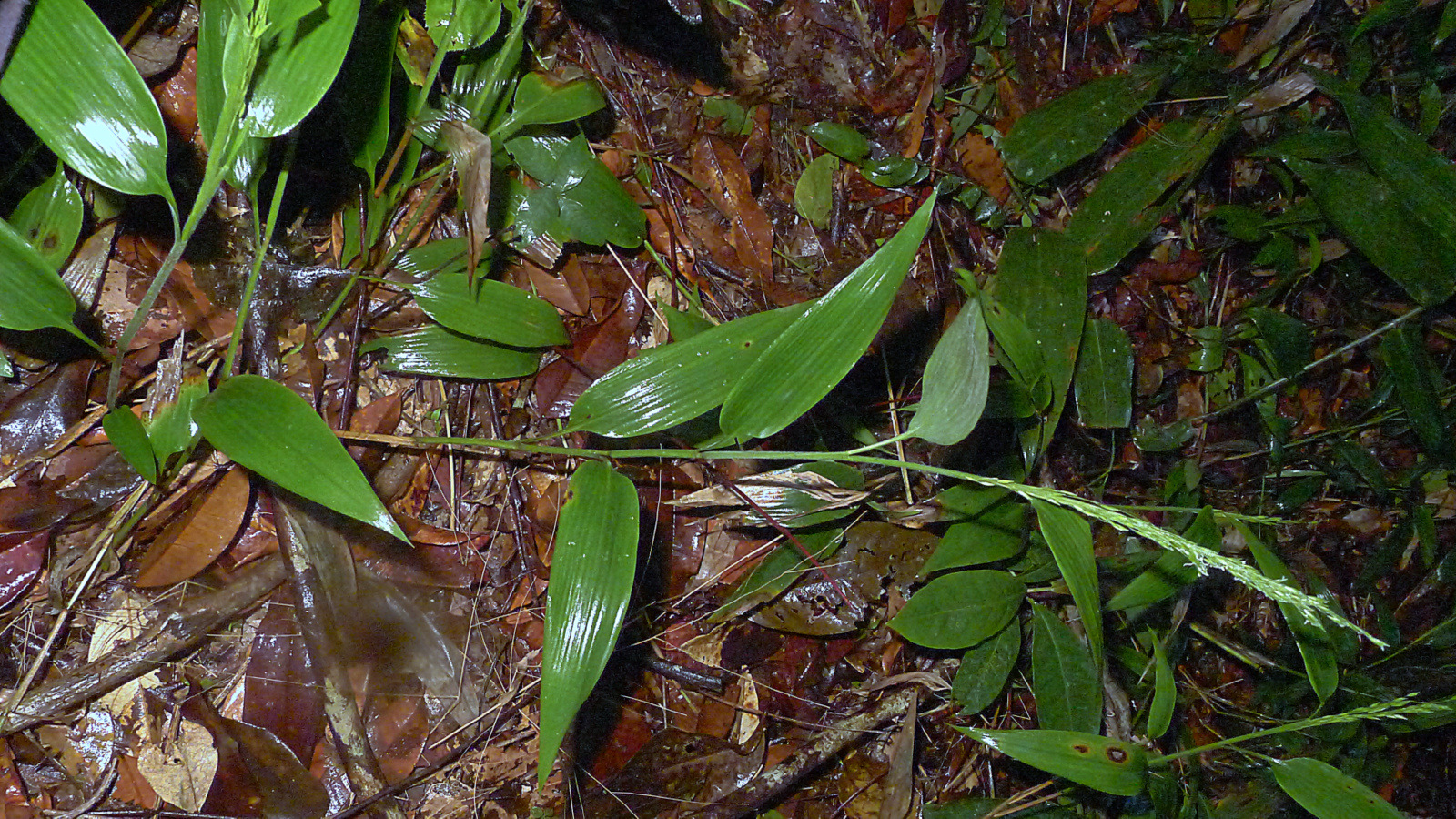
Le foglie
Orthoclada laxa

Le foglie lungo il culmo sono disposte in modo alterno, sono distiche e si originano dai vari nodi. Sono composte da una guaina, una ligula e una lamina. Le venature sono parallelinervie. Possono essere presenti dei pseudopiccioli. Le lamine a volte sono tutte cauline.
- Guaina: la guaina è abbracciante il fusto; possono essere più lunghe o più corte degli internodi.
- Ligula: le ligule sono membranosa; la membrana è sfrangiata oppure termina con una frangia di peli.
- Lamina: la lamina ha delle forme generalmente da lanceolate a ovate e piatte e larghe (strette in Orthoclada e Zeugites); possono essere tessellate e con venature incrociate. I tessuti del mesofillo sono differenziati (simili a palizzate e spugnosi).

### Fiori

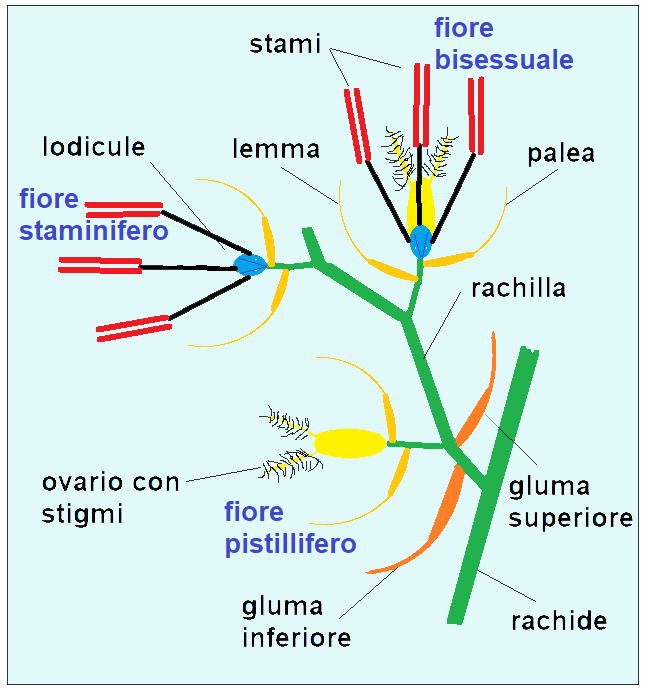
Spighetta generica con tre fiori diversi

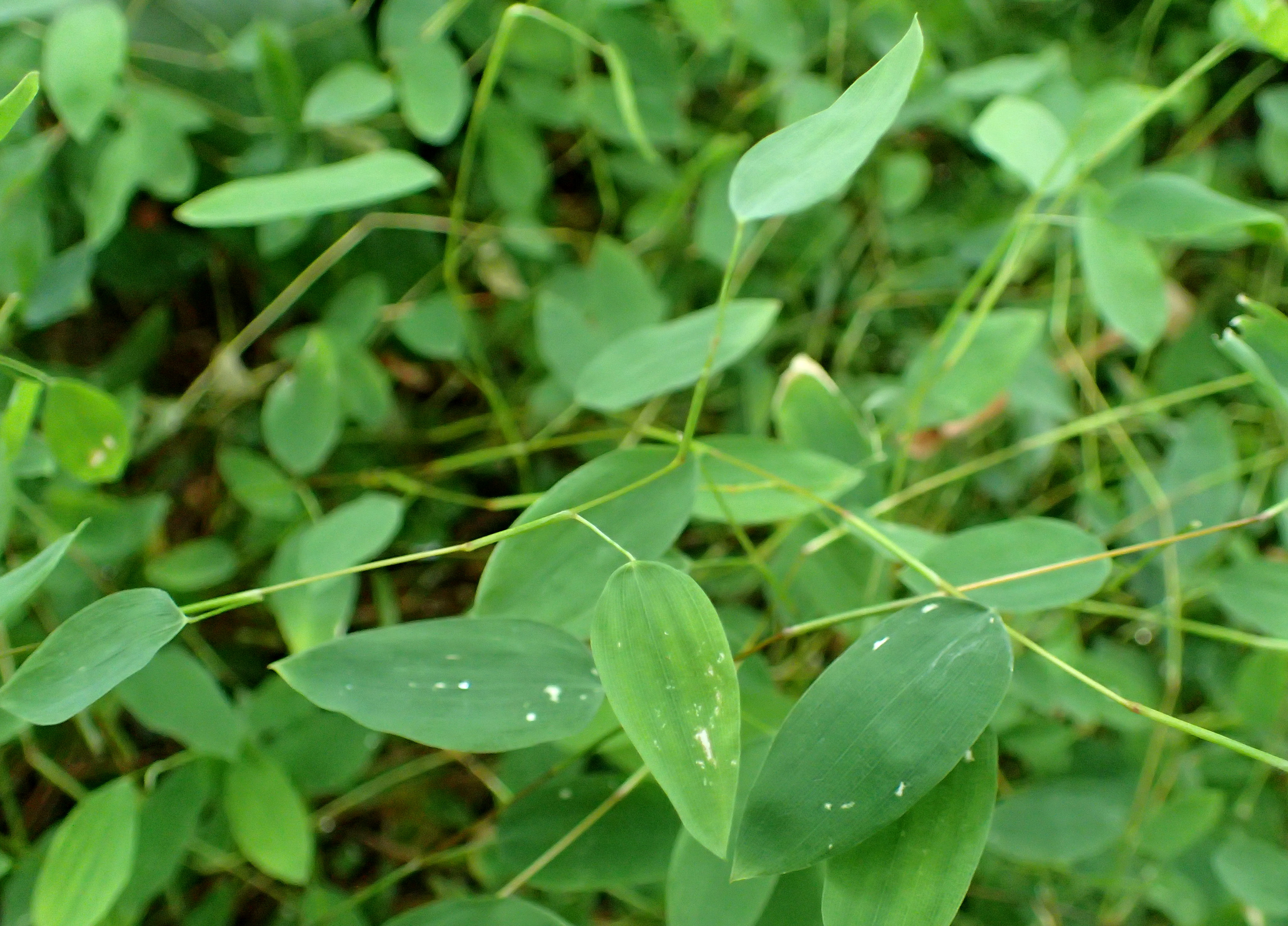
Infiorescenza
Zeugites americanus

- Infiorescenza principale (sinfiorescenza o semplicemente spiga): le infiorescenze, ascellari e terminali, in genere non sono ramificate (o con rami primari non ramificati, o rami primari ramificati formanti rami di ordine superiore in Zeugites) e sono formate da alcune spighette ed hanno la forma di una pannocchia racemosa. Non sono presenti brattee sottili.
- Infiorescenza secondaria (o spighetta): le spighette, compresse lateralmente o affusolate, sottese da due brattee distiche e strettamente sovrapposte chiamate glume (inferiore e superiore), sono formate da 1 a 13 fiori. Il fiore prossimale è bisessuale o femminile-fertile; quelli distali sono staminali o sterili del tutto. Alla base di ogni fiore sono presenti due brattee: la palea e il lemma. La disarticolazione avviene con la rottura della rachilla sotto le glume (cadono prima i fiori distali).
- Glume: le glume (a volte assenti) sono membranose eventualmente con bordi ialini, con o senza barbe; la glume inferiore ha 7 nervature (con poche vene incrociate); la glume superiore ha 3 nervature (con alcune vene incrociate).
- Palea: la palea, eventualmente carenata (o bicarenata) e alata, è membranosa con o senza barbe.
- Lemma: il lemma è membranoso eventualmente con bordi ialini o precisi, con o senza barbe o setole (quelle dei lemmi sterili sono a forma di gancio); le venature possono essere incrociate.

I fiori fertili sono attinomorfi formati da 3 verticilli: perianzio ridotto, androceo  e gineceo.
- Formula fiorale:[5]

*, P 2, A (1-)3(-6), G (2–3) supero, cariosside.
- Il perianzio è ridotto e formato da due (o una soltanto o nessuna) lodicule, delle squame traslucide, poco visibili (forse relitto di un verticillo di 3 sepali). Le lodicule sono troncate e fuse.
- L'androceo è composto da 2 - 3 stami ognuno con un breve filamento libero (raramente fuso alla base), una antera sagittata e due teche. Le antere sono basifisse con deiscenza laterale. Il polline è monoporato.
- Il gineceo è composto da 3-(2) carpelli connati formanti un ovario supero. L'ovario, glabro, ha un solo loculo con un solo ovulo subapicale (o quasi basale). L'ovulo è anfitropo e semianatropo e tenuinucellato o crassinucellato. Lo stilo, breve, è unico con due stigmi in genere piumosi.

### Frutti
I frutti sono del tipo cariosside, ossia sono dei piccoli chicchi indeiscenti, con forme ellissoidali o da suborbicolari a orbicolari, nei quali il pericarpo è formato da una sottile parete che circonda il singolo seme. In particolare il pericarpo è fuso al seme ed è aderente. L'endocarpo non è indurito e l'ilo è puntiforme. L'embrione è provvisto quasi sempre di epiblasto ha un solo cotiledone (allungato) altamente modificato (scutello con fessura) in posizione laterale. I margini embrionali della foglia si sovrappongono.

## Biologia
Come gran parte delle Poaceae, le specie di questo genere si riproducono per impollinazione anemogama. Gli stigmi più o meno piumosi sono una caratteristica importante per catturare meglio il polline aereo. La dispersione dei semi avviene inizialmente a opera del vento (dispersione anemocora) e una volta giunti a terra grazie all'azione di insetti come le formiche (mirmecoria).

## Distribuzione e habitat
Le specie di questo gruppo sono presenti principalmente in zone tropicali.
| Genere        | Distribuzione                                                |
| ------------- | ------------------------------------------------------------ |
| Chevalierella | Una specie: Chevalierella dewildemanii, endemica dello Zaire |
| Lophatherum   | Asia tropicale/orientale                                     |
| Orthoclada    | Africa e America tropicale                                   |
| Pohlidium     | una specie: Pohlidium petiolatum, endemica di Panama         |
| Zeugites      | America tropicale                                            |

## Tassonomia
La famiglia delle Poacee comprende circa 800 generi e oltre 9.000 specie. È una delle famiglie più numerose e più importanti del gruppo delle monocotiledoni. La famiglia è suddivisa in 12 sottofamiglie, la tribù Zeugiteae fa parte della sottofamiglia Panicoideae.

### Generi
La tribù si compone di 5 generi e 17 specie:
- Chevalierella A.Camus (1 specie)
- Lophatherum Brongn. (2 spp.)
- Orthoclada P.Beauv. (2 spp.)
- Pohlidium Davidse, Soderstr. & R.P.Ellis (1 sp.)
- Zeugites P.Browne (11 spp.)

### Filogenesi
All'interno della famiglia Poaceae la sottofamiglia Panicoideae appartiene al clade "PACMAD" (formato dalle sottofamiglie Aristidoideae, Arundinoideae, Micrairoideae, Danthonioideae, Chloridoideae e Panicoideae). Questo clade con il clade BEP (formato dalle sottofamiglie Ehrhartoideae, Bambusoideae e Pooideae) forma un "gruppo fratello" (il clade BEP a volte è chiamato clade "BOP" in quanto la sottofamiglia Ehrhartoideae a volte è chiamata Oryzoideae). La sottofamiglia di questa voce, nell'ambito del clade "PACMAD", a parte la sottofamiglia Aristidoideae in posizione "basale", forma un "gruppo fratello" con il resto delle sottofamiglie del clade.
Il clade "PACMAD" è un gruppo fortemente supportato fin dalle prime analisi filogenetiche di tipo molecolare. Questo gruppo non ha evidenti sinapomorfie morfologiche con l'unica eccezione dell'internodo mesocotiledone allungato dell'embrione. Questo clade inoltre è caratterizzato, nella maggior parte delle piante, dal ciclo fotosintetico di tipo C4 (ma anche a volte tipo C3).
La tribù Zeugiteae fa parte del primo gruppo di tribù che si sono differenziate nell'ambito della sottofamiglia e con la tribù Chasmanthieae forma un "gruppo fratello". In alcuni studi i generi di queste due tribù sono tutti descritti all'interno della tribù Chasmanthieae. Nelle specie di questa tribù il ciclo fotosintetico è del tipo C3).
Le specie di questo gruppo sono caratterizzate dalla presenza di pseudopiccioli e dalla disarticolazione sotto le glume. In particolare i seguenti generi Lophatherum, Orthoclada e Zeugites sono caratterizzati da un mesofillo con una palizzata distinta e strati spugnosi. Dalle analisi filogenetiche di tipo molecolare Lophatherum e Zeugites risultano formare un "gruppo fratello" e insieme al genere Orthoclada formano un clade monofiletico ben supportato.
Per questo gruppo sono evidenziate le seguenti sinapomorfie:
- Chevalierella: le lodicule sono fuse.
- Lophatherum: le radici sono tuberose; le spighette hanno un solo fiore fertile più al massimo 9 fiori sterili; i lemmi sono delle setole (i lemmi dei fiori sterili sono simili a dei ganci).
- Orthoclada: gli internodi della rachilla sono parzialmente fusi con le carene delle palee.
- Zeugites: le spighette sono composte da fiori di entrambi i sessi nella stessa spighetta (i fiori maschili sono prossimali, quelli femminili sono distali); i lemmi dei fiori pistillati (femminili) sono spesso fortemente gibbosi.

Il cladogramma seguente, tratto dallo studio citato, mostra l'attuale conoscenza filogenetica della tribù.
|  | Orthoclada                                               |
|  |                                                          |
|  | \| \| Lophatherum \| \| \| \| \| \| Zeugites \| \| \| \| |
|  |                                                          |
|  | Lophatherum                                              |
|  |                                                          |
|  | Zeugites                                                 |
|  |                                                          |

|  | Lophatherum |
|  |             |
|  | Zeugites    |
|  |             |

I numeri cromosomici delle specie di questa tribù sono: 2n = 24 e 48.